# Giōrgos Papageōrgiou
Giōrgos Papageōrgiou (in greco Γιώργος Παπαγεωργίου?; Xylotymbou, 7 giugno 1997) è un calciatore cipriota, centrocampista del Nea Salamis.

## Carriera

### Club
Cresciuto nel settore giovanile dell'Ethnikos Achnas, ha esordito in prima squadra il 17 dicembre 2016 disputando l'incontro di A' Katīgoria perso 1-0 contro l'AEK Larnaca; il 1º luglio 2021 viene acquistato dall'Apollōn Smyrnīs.

### Nazionale
Ha giocato nella nazionale cipriota Under-21.

## Statistiche

### Presenze e reti nei club
Statistiche aggiornate al 25 ottobre 2021.
| Stagione               | Squadra                | Campionato             | Campionato | Campionato | Coppe nazionali | Coppe nazionali | Coppe nazionali | Coppe continentali | Coppe continentali | Coppe continentali | Altre coppe | Altre coppe | Altre coppe | Totale | Totale |
| Stagione               | Squadra                | Comp                   | Pres       | Reti       | Comp            | Pres            | Reti            | Comp               | Pres               | Reti               | Comp        | Pres        | Reti        | Pres   | Reti   |
| ---------------------- | ---------------------- | ---------------------- | ---------- | ---------- | --------------- | --------------- | --------------- | ------------------ | ------------------ | ------------------ | ----------- | ----------- | ----------- | ------ | ------ |
| 2016-2017              | Ethnikos Achnas        | A                      | 15         | 0          | CC              | 0               | 0               |                    | -                  | -                  |             | -           | -           | 15     | 0      |
| 2017-2018              | Ethnikos Achnas        | A                      | 21         | 2          | CC              | 0               | 0               |                    | -                  | -                  |             | -           | -           | 21     | 2      |
| 2018-2019              | Ethnikos Achnas        | B                      | ?          | ?          | CC              | 1               | 0               |                    | -                  | -                  |             | -           | -           | 1      | 0      |
| 2019-2020              | Ethnikos Achnas        | A                      | 17         | 0          | CC              | 4               | 0               |                    | -                  | -                  |             | -           | -           | 21     | 0      |
| 2020-2021              | Ethnikos Achnas        | A                      | 35         | 4          | CC              | 1               | 0               |                    | -                  | -                  |             | -           | -           | 36     | 4      |
| Totale Ethnikos Achnas | Totale Ethnikos Achnas | Totale Ethnikos Achnas | 88+        | 6+         |                 | 6               | 0               |                    | -                  | -                  |             | -           | -           | 94+    | 6+     |
| 2021-2022              | Apollōn Smyrnīs        | SL                     | 2          | 0          | CG              | 0               | 0               |                    | -                  | -                  |             | -           | -           | 2      | 0      |
| Totale carriera        | Totale carriera        | Totale carriera        | 90+        | 6+         |                 | 6               | 0               |                    | -                  | -                  |             | -           | -           | 96+    | 6+     |

## Palmarès

### Club

#### Competizioni nazionali
- Campionato cipriota di seconda divisione: 1

Ethnikos Achnas: 2018-2019